# Lagune Las Acollaradas
La lagune Las Acollaradas est une lagune saumâtre située en Argentine, en Patagonie, au nord du département de Güer Aike de la province de Santa Cruz. Elle est au centre d'un petit bassin endoréique, et n'a donc pas d'émissaire.

Elle fait partie du groupe de lagunes appelées lagunes del Tero, et se trouve 34 km au nord-nord-est du confluent entre le río Coig et son affluent le río Pelque, dans la zone du plateau patagonique bordant la rive gauche de celui-ci. 
La lagune Las Acoralladas est en fait constituée de deux demi-lagunes accolées (d'où son nom espagnol qui signifie littéralement les liées ensemble, c.à.d. les accolées), et séparées par une mince langue de terre sur laquelle une route a été construite.